# برغنية مسترجنة
برغنية مسترجنة (الاسم العلمي:Bergenia purpurascens) هي نوع من النباتات تتبع جنس البرغنية من فصيلة كاسرات الحجر.